# Шпалюшок каштановий
Шпалюшо́к каштановий (Microcerculus ustulatus) — вид горобцеподібних птахів родини воловоочкових (Troglodytidae). Мешкає на Гвіанському нагір'ї.

## Опис
Довжина птаха становить 11,5 см, вага 22 г. Верхня частина голови і верхня частина тіла шоколадно-коричневі, нижня частина спини і надхвістя рудуваті. Махові пера тьмяно-чорно-коричневі, хвіст дуже короткий, шоколадно-коричневий. Підборіддя блідо-коричневий, пера на ньому мають нечіткі темні краї, груди рудуваті, пера на ній мають більш чіткі краї, живіт і боки більш коричневі, легко поцятковані темними смугами. Стегна і нижня частина живота темно-шоколадно-коричневі. Очі карі, дзьоб чорний, знизу біля основи кремовий, лапи чорні.
Виду не притаманний статевий диморфізм. У молодих птахів нижня частина тіла поцяткована нечіткими темними смугами. Представники підвиду M. u. duidae мають світліше, більш рудувате забарвлення, ніж представники типового підвиду. У представників підвиду M. u. lunatipectus лускоподібний візерунок на нижній частині тіла найбільш виражений. У представників підвиду M. u. obscurus верхня частина тіла більш темна, нижня частина тіла більш рудувата.

## Підвиди
Виділяють чотири підвиди:
- M. u. duidae Chapman, 1929[4] — тепуї на півдні Венесуели, в західному Боліварі і Амасонасі (Серро-Дуїда[en], Серро-Яві, Серро-Параке і Сьєрра-де-Курупіра[es]);
- M. u. lunatipectus Zimmer, JT & Phelps, WH, 1946[5] — тепуї на півдні центральної Венесуели, в центральному Боліварі (Серро-Гуайкініма[es]);
- M. u. obscurus Zimmer, JT & Phelps, WH, 1946 — тепуї на південному сході Венесуели, на сході Болівару (Птарі[es], Уей[en], Сороропан[es]);
- M. u. ustulatus Salvin & Godman, 1883[6] — тепуї на південному сході Венесуели, заході Гаяни і крайній півочі Бразилії (Твін-Куай).

## Поширення і екологія
Каштанові шпалюшки мешкають у Венесуелі, Гаяні і Бразилії. Вони живуть у вологих гірських тропічних лісах, зокрема на пласких вершинах деяких тепуїв. Зустрічаються поодинці, на висоті від 860 до 2100 м над рівнем моря. Живляться комахами та іншими безхребетними.